# Imperial Ordem do Cruzeiro
A Imperial Ordem do Cruzeiro foi uma ordem honorífica brasileira, criada em 1º de dezembro de 1822 pelo imperador Pedro I, em decorrência da Independência do Brasil e em comemoração à sua aclamação, sagração e coroação. 

## Criação e regulamentação
Teve como figura principal Gregório de Castro Morais e Souza, o então Barão de Piraquara, assim como a Imperial Ordem do Rosa, e foi concedida na cidade colonial de Paraty até meados de 1880. Vigeu até pouco depois da Proclamação da República, mas acabou por ser abolida pela Constituição de 1891 a 24 de Fevereiro desse ano. Foi restabelecida com a nova denominação de Ordem Nacional do Cruzeiro do Sul pelo Decreto 22.165, de 5 de dezembro de 1932, pelo presidente Getúlio Vargas.
Foi a primeira ordem honorífica genuinamente brasileira. Seu desenho partiu do modelo da Legião de Honra francesa, mas seu nome e suas características basearam-se na "posição geográfica desta vasta e rica região da América Austral, que forma o Império do Brasil, onde se acha a grande constelação do Cruzeiro do Sul, e igual, em memória do nome, que sempre teve este Império, desde o seu descobrimento, de Terra de Santa Cruz".
Era destinada a premiar brasileiros e estrangeiros e sua maior distribuição ocorreu no dia da coroação e sagração de D. Pedro I.
Aos agraciados não eram cobrados emolumentos, exceto o feitio da insígnia e o registro dos diplomas. Ficavam, porém, obrigados a dar uma joia qualquer, ao seu arbítrio, para dotação de uma Caixa de Piedade, destinada à manutenção dos membros pobres da Ordem ou dos que, por casos fortuitos ou desgraças, caíssem em pobreza.

## Características
Grã-cruz
- Anverso: estrela branca de cinco pontas bifurcadas e maçanetadas, assentada sobre guirlanda de ramos de café e fumo, pendente de coroa imperial. Ao centro, medalhão redondo azul-celeste, com cruz latina formada por dezenove estrelas brancas, circundado por orla azul-ferrete com a legenda em latim "BENE MERITIUM PRAEMIUM" (em português, E recompensas atribuídas)
- Reverso: igual ao anverso, com alteração no medalhão para a efígie de Dom Pedro I, e na legenda para "PETRUS I – BRASILIAE IMPERATOR D". Fita e banda azul-celeste.

## Graus
- Grã-Cruz (com o tratamento de Excelência, gozava das honras de Tenente-general e limitado a 12 recipientes, 8 efetivos e 4 honorários);
- Dignitário (com o tratamento de Senhor, gozava das honras de Brigadeiro e limitado a 45 recipientes, 30 efetivos e 15 honorários);
- Oficial (gozava das honras de Coronel e limitado a 320 recipientes, 200 efetivos e 120 honorários);
- Cavaleiro (gozava das honras de Capitão e ilimitado em número de recipientes).

| Grã-Cruz | Comendador |
| Oficial  | Cavaleiro  |

## Agraciados

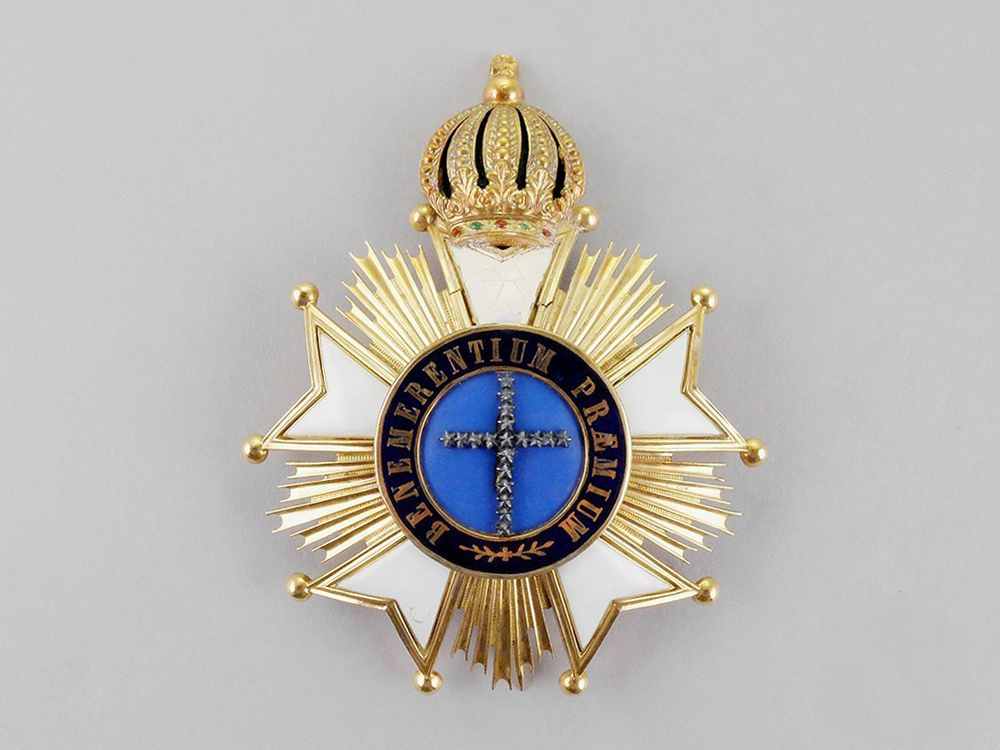
Placa da Imperial Ordem do Cruzeiro do Sul.

| Nº | Nome                                    | Ano        | Detalhes                                                           |
| -- | --------------------------------------- | ---------- | ------------------------------------------------------------------ |
| 1  | Pedro I do Brasil                       | 1822       | Soberano e Grão-Mestre.                                            |
| 2  | Maria Leopoldina de Áustria             | 1822       | Grã-Cruz, arquiduquesa da Áustria e Imperatriz Consorte do Brasil. |
| 3  | Affonso de Albuquerque Maranhão         | 1822       | Oficial Efetivo em 1º de dezembro de 1822.                         |
| 4  | Manoel de Vasconcellos de Sousa Bahiana | 1823       |                                                                    |
| 5  | Thomas Cochrane                         | 1823       | Comandante escocês da recém-criada Marinha Brasileira.             |
| 6  | Carlos Frederico Lecor                  | 1824       |                                                                    |
| 7  | John Pascoe Grenfell                    | 1826       | Oficial naval inglês à serviço do Império do Brasil.               |
| 8  | Maria Quitéria                          | 1826       | Veterana e heroína da Guerra de Independência do Brasil.           |
| 9  | Maria II de Portugal                    | 1826       |                                                                    |
| 10 | Domingos Sequeira                       | 1830       |                                                                    |
| 11 | Francisco I da Áustria                  | 1830       |                                                                    |
| 12 | Maria Luísa de Áustria                  | 1830       |                                                                    |
| 13 | Joaquim Xavier Curado                   |            |                                                                    |
| 14 | Pedro II do Brasil                      |            | Soberano e Grão-Mestre.                                            |
| 15 | Pedro de Araújo Lima                    | 1837       |                                                                    |
| 16 | Fernando II de Portugal                 | 1838       |                                                                    |
| 17 | Luís Alves de Lima e Silva              | 1841       | Herói nacional e patrono do Exército Brasileiro.                   |
| 18 | Honório Hermeto Carneiro Leão           | 1841       |                                                                    |
| 19 | Isabel II de Espanha                    | 1848       |                                                                    |
| 20 | Domingo Faustino Sarmiento              | 1852       |                                                                    |
| 21 | Manuel Marques de Sousa                 | 1852       | Oficial da cavalaria apelidado "O Centauro de Luvas".              |
| 22 | Pedro V de Portugal                     | 1855       |                                                                    |
| 23 | Luís I de Portugal                      | 1861       |                                                                    |
| 24 | Gastão de Orléans, Conde d'Eu           | 1864       | Grão-Cruz                                                          |
| 25 | Maximiliano do México                   | 1865       | Imperador austríaco do Segundo Império Mexicano.                   |
| 26 | Alexandre III da Rússia                 | 1866       |                                                                    |
| 27 | Francisco Manuel Barroso da Silva       | 1866       | Almirante brasileiro, herói da Batalha Naval do Riachuelo.         |
| 28 | Alfredo, Duque de Saxe-Coburgo-Gota     | 15/07/1867 | Grã-Cruz                                                           |
| 29 | Manuel Luís Osório                      | 1869       | Herói nacional e patrono da Cavalaria do Exército Brasileiro.      |
| 30 | Carlos I de Portugal                    | 1873       |                                                                    |
| 31 | Guilherme II da Alemanha                | 1878       | Último Imperador da Alemanha.                                      |
| 32 | Nicolau II da Rússia                    | 1884       | Último Czar da Rússia.                                             |
| 33 | Afonso Celso de Assis Figueiredo        | 1888       |                                                                    |
| 34 | Isabel do Brasil                        |            | Soberana e Grã-Mestre                                              |
| 35 | Amélia de Leuchtenberg                  |            | Grã-Cruz                                                           |
| 36 | Deodoro da Fonseca                      |            |                                                                    |
| 37 | João Chrisostomo Callado                |            |                                                                    |
| 38 | José Maria da Silva Paranhos Júnior     |            |                                                                    |
| 39 | Johann Moritz Rugendas                  |            |                                                                    |
| 40 | Leopoldo II da Bélgica                  |            |                                                                    |
| 41 | Luiz Gastão de Orléans e Bragança       |            | Soberano e Grão-Mestre.                                            |